# François Fillon
François Charles Amand Fillon (phát âm tiếng Pháp: [fʁɑ̃.swa ʃaʁl amɑ̃ fi.jɔ̃]; sinh ngày 4 tháng 3 năm 1954) là một chính khách người Pháp, từng là Thủ tướng của Pháp từ năm 2007 đến năm 2012 dưới thời tổng thống Nicolas Sarkozy.. Ông là ứng cử viên của Đảng Cộng hòa (trước đây gọi là Liên minh vì Phong trào Dân chủ), đảng chính trị lớn nhất của Pháp cho cuộc bầu cử tổng thống năm 2017.
Fillon đã trở thành Bộ trưởng Bộ Lao động Jean-Pierre Raffarin năm 2002 và đã tiến hành các cuộc cải cách gây tranh cãi của luật tuần làm việc 35 giờ và hệ thống nghỉ hưu của Pháp. Năm 2004, với tư cách là Bộ trưởng Bộ Giáo dục Quốc gia, ông đề xuất luật Fillon về Giáo dục.
Năm 2005, Fillon đã được bầu làm Thượng nghị sĩ của Sarthe Département. Vai trò của ông trong vai trò cố vấn chính trị trong cuộc đua thành công của Nicolas Sarkozy cho Tổng thống đã dẫn ông trở thành Thủ tướng chính phủ vào năm 2007. Fillon đã từ chức vì thất bại của ông Sarkozy tại François Hollande trong cuộc bầu cử tổng thống năm 2012.
Quản lý trên nền tảng được miêu tả là bảo thủ, Fillon vào vị trí tổng thống năm 2016 của tổng thống. Anh đã giành vị trí đầu tiên trong vòng đấu đầu tiên vào ngày 20 tháng 11, đánh bại Alain Juppé trong trận đấu đầu tiên sau một tuần. Theo cuộc thăm dò ý kiến cho thấy Fillon là một trong những người tiên phong trong cuộc bầu cử tổng thống năm 2017 cùng với Marine Le Pen (FN) và Emmanuel Macron (EM). Tháng 3 năm 2017, François Fillon trở thành một trong những ứng cử viên đầu tiên của đảng chính trị quan trọng nhất của Pháp được "chính thức buộc tội trong cuộc điều tra tham nhũng lan rộng" [4] do những cáo buộc "rằng ông đã trả vợ và con hàng trăm ngàn euro từ Các bảng lương công cộng cho ít hoặc không có công việc "trong cuộc đua tổng thống, trong trường hợp đó đã trở thành được gọi là" Penelopegate ". Tuy nhiên, ông quyết định không từ chức và tiếp tục tuyên bố vô tội của mình, phủ nhận rằng ông đã nhầm lẫn tiền. Vào ngày 23 tháng 4 năm 2017, ông bị loại ở vòng đầu của cuộc bầu cử tổng thống, và sau đó thừa nhận rằng ông không có quyền hợp pháp để lãnh đạo đảng thông qua các cuộc bầu cử lập pháp vào tháng Sáu.

## Tiểu sử
Fillon sinh ngày 4 tháng 3 năm 1954 ở Le Mans, Sarthe, Pháp. Cha của ông, Michel, là một luật sư dân sự, trong khi mẹ ông, Anne Soulet Fillon, là một sử gia nổi tiếng của người Basque người gốc Basque. Em trai út Dominique là một nghệ sĩ piano và nhạc jazz.

Fillon nhận bằng tốt nghiệp trung học phổ thông năm 1972. Sau đó, ông học tại Đại học Maine ở Le Mans, nơi ông nhận bằng thạc sĩ về luật công năm 1976. Sau đó ông nhận được bằng Thạc sĩ Nghiên cứu Nâng cao (diplôme d’études approfondies) ngành luật công từ Đại học Descartes Paris.

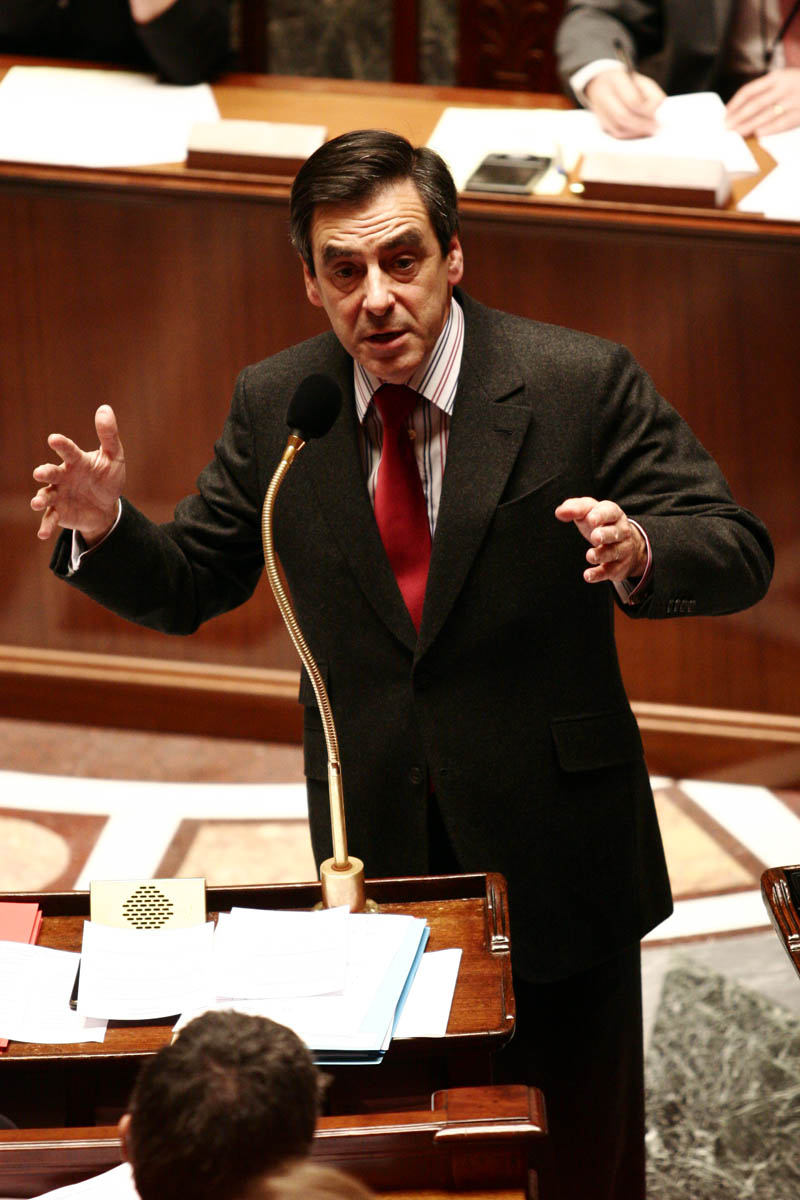
François Fillon phát biểu ở Quốc hội.